# Dysartrie
Dysartrie is een motorische spraakstoornis die betrekking heeft op de gesproken taal. Aangezien het enkel de gesproken taal betreft, is er geen verminderd taalbegrip bij deze personen indien er enkel sprake is van dysartrie. Deze stoornis komt voor bij mensen met neurologische stoornissen. Dysartrie kan veranderingen veroorzaken op vlak van alle spraakparameters. Dit zijn ademhaling, fonatie, resonantie, articulatie en prosodie.

## Kenmerken van dysartrie[2][3]
Volgende kenmerken kunnen apart of samen voorkomen bij dysartrie:
- Onduidelijke/onverstaanbare spraak
- Moeite met het uitspreken/ongewild herhalen van bepaalde klanken, klankcombinaties of woorden
- Lettergrepen lopen in elkaar over
- Nasale spraak
- Versnelling of vertraging van het spreektempo
- Eentonige spraak
- Verhoging of verlaging van toonhoogte
- Verhoging of verlaging van luidheid
- Veranderingen in stemkwaliteit
- Veranderingen in ademhaling
- Dronkenmansspraak

## Soorten dysartrie[4]
Zes soorten dysartrie kunnen onderscheiden worden:
1. Slappe dysartrie: deze vorm wordt gekenmerkt door trage, nasale spraak met wilde lucht. Deze vorm is veelvoorkomend bij personen met een verlamming van de zevende craniale zenuw; nervus facialis of patiënten met Guillian-Barre syndroom.
2. Spastische dysartrie: deze soort wordt getypeerd door ruwe spraak met een lage toonhoogte en constante fouten. Vaak is er ook sprake van trage en nasale spraak. Deze soort komt vaak voor bij personen met pseudobulbaire paralyse, personen die veelvuldig tandenknarsen en bij personen met pseudobulbair affect.
3. Hypokinetische dysartrie: spraakkenmerken die hierbij passend zijn, zijn eentonige spraak, slechte articulatie en stille stemgeving. Ook een trage spraak met versnellingen kan typisch zijn. Deze vorm komt vaak voor bij de ziekte van Parkinson.
4. Hyperkinetische dysartrie: bij deze vorm is de spraak ruw, zijn er variaties in luidheid en spreeksnelheid en onvloeiendheid door tussenstoppen in de spraak. Dit is typisch bij personen met aandoeingen in de basale ganglia en hyperkinetische bewegingsstoornissen zoals de ziekte van Huntington en Gilles de la Tourette.
5. Atactische dysartrie: deze soort wordt getypeerd door gescandeerde spraak (lettergrepen die afzonderlijk worden uitgesproken) en een onregelmatig spreektempo met explosies van lettergrepen. Ook de prosodie is aangetast door vertraagde spraak en pauzes na lettergrepen. Deze soort is veelvoorkomend bij aandoeningen in het cerebellum of tussen de verbindingen met het cerebellum.
6. Gemengde dysartrie: Twee of meer componenten van het centrale zenuwstelsel zijn hierbij aangedaan waardoor meerdere vormen van dysartrie voorkomen. Dit komt bijvoorbeeld voor bij ALS en Multiple Sclerose.

## Oorzaken van dysartrie[2]
Dysartrie komt voor bij patiënten met neurologische stoornissen. Hierbij is er een zwakte van de spieren door ofwel veranderingen in de aansturing door de zenuwen en hersengebieden, ofwel door veranderingen in de verbindingen tussen de hersencellen en de spieren. Dit kan gebeuren bij een niet-aangeboren hersenletsel (NAH) zoals een hersenbloeding, herseninfarct en hersentumor, maar ook bij een progressieve neurologische aandoening zoals de ziekte van Parkinson, de ziekte van Huntington, Multiple Sclerose en ALS.

## Herstel[5]
Dysartrie zal enig aandeel van spontaan herstel kennen, maar zelden of nooit zal het helemaal herstellen. Spontaan herstel kan veroorzaakt worden door het aanpakken van de onderliggende oorzaak of hersenplasticiteit. Verder herstel kan nog optreden door behandeling van de dysartrie zelf. Dat kan door gespecialiseerde therapie te volgen bij een logopedist. Daarnaast helpt de logopedist ook bij het omgaan met de dysartrie bij zowel de patiënt als de omgeving.

## Comorbiditeiten[5]
Dysartrie kan voorkomen in combinatie met heel wat andere problemen doordat ze dezelfde oorzaak hebben in het centrale zenuwstelsel. Deze comorbiditeiten kunnen de volgende zijn:
- Eenzijdige (gezichts)verlamming (paralyse) en krachtsvermindering (parese)
- Apraxie (problemen bij het gebruiken van objecten)
- Spraakapraxie (problemen bij het onbewust aansturen van de spieren bij het spreken)
- Hemianopsie (verminderd gezichtsvermogen)
- Dysfagie (problemen bij het verwerken van voeding en slikken)
- Geheugenproblemen
- Oriëntatieproblemen
- Concentratieproblemen
- Initiatiefverlies
- Vermoeidheid